# لا تنظر لأسفل
"لا تنظر لأسفل (بالإنجليزية: Don't Look Down)‏ هي أغنية للمنتج الهولندي ودي جي "مارتن غاركس" ، ومن غناء المغني الأمريكي "أشر"، تم إصدارها كتنزيل رقمي في 17 مارس 2015 على آي تيونز.